# Jim Butcher
Jim Butcher (Missouri, 26 oktober 1971) is een Amerikaanse auteur, vooral bekend van The Dresden Files. Hij is een New York Times Best Selling auteur en schreef onder andere ook de Codex Alera-serie. Butcher groeide op met zijn ouders en twee oudere zusters. Butchers vrouw, Shannon K. Butcher, is tevens auteur. Hij heeft één zoon en een hond genaamd Frostbite Doomreaver MacBane Butcher.

## Carrière
Toen Butcher in zijn kindertijd ziek werd, introduceerden zijn zusters hem in de wereld van The Lord of the Rings en de Han Solo Adventures. Dat was het begin van zijn fascinatie voor het fantasy en sciencefiction genre. Als tiener schreef hij zijn eerste roman, en droomde hij ervan om schrijver te worden. Na verschillende mislukte pogingen in het traditionele fantasy genre (hij werd geïnspireerd door J.R.R. Tolkien, Lloyd Alexander, C.S. Lewis en anderen), begon hij met het eerste boek in de Dresden Files, dat verhaalt over Harry Dresden, een professionele tovenaar uit het moderne Chicago. Hij was toen 25. 
Twee jaar lang stuurde Butcher het manuscript naar diverse uitgeverijen. Uiteindelijk kwam hij terecht bij literair agent Ricia Mainhardt, wie onder andere ook Laurell K. Hamilton ontdekte. Door Mainhardt begon Butchers carrière als schrijver. Sindsdien heeft Butcher verschillende boeken in The Dresden Files geschreven, maar ook een serie getiteld Codex Alera. In 2006 werd van zijn hand een roman over Spider-Man gepubliceerd onder de titel The Darkest Hours.